# Linda Carr
Linda Carr is een Amerikaanse pop- en soulzangeres.

## Carrière
Voordat Carr solo ging zingen, was ze achtergrondzangeres voor James Brown, als vervangster van Tammi Terrell.
In de jaren 1960 trad ze op onder de naam "Linda Carr And The Impossibles", en bracht 2 singles uit.
Samen met haar band The Love Squad had ze in juli 1975 een Britse top 20-hit met Highwire (#15). Ze bracht de navolgende single Cherry Pie Guy uit, die de hitlijst echter niet haalde.

## Discografie

### Album
- 1975: Cherry Pie Guy

### Singles
- 1975: Highwire
- 1975: Cherry Pie Guy